# 波兰社会主义青年联盟
波兰社会主义青年联盟（波蘭語：Związek Socjalistycznej Młodzieży Polskiej，缩写为ZSMP）是波兰的一个青年组织。在波兰人民共和国时期，它是波兰统一工人党的青年翼。成员年龄在15岁—35岁之间。该组织是世界民主青年联盟的成员。

## 历史
1976年，以下三个组织合并为波兰社会主义青年联盟：
- 社会主义青年联盟
- 农村社会主义青年联盟（波兰语：Związek Młodzieży Wiejskiej）
- 军队社会主义青年联盟（波兰语：Socjalistyczny Związek Młodzieży Wojskowej）

波兰社会主义青年联盟在波兰人民共和国期间，曾组织培训和职业教育，并设置有青年旅游办公室，提倡旅游和运动。
1990年，该组织放弃社会主义纲领；在此前后，有约140万名成员退出组织。1991年—1999年，该组织是民主左翼联盟的成员。

## 象征
- 青年团团徽是一个波兰国土形状的旗帜，其中书写有“ZSMP”的缩写。
- 团歌是《我们在地球一方》。